# Georg Adolf Demmler
Georg Adolf Demmler (ur. 22 grudnia 1804 w Berlinie, zm. 2 stycznia 1886 w Schwerinie) – niemiecki architekt i polityk Socjaldemokratycznej Partii Niemiec (niem. Sozialdemokratische Partei Deutschlands, SPD).

## Życiorys
Urodził się w roku 1804 w Berlinie, dorastał w Güstrow, ukończył studia na berlińskiej Akademii Budowlanej (niem. Bauakademie) i w 1823 roku otrzymał pierwszą posadę w Schwerinie. Dzięki poparciu berlińskiego nauczyciela Karla Friedricha Schinkla powierzono mu kierowanie budową wznoszonego w tym mieście budynku rządu (obecnie kancelaria państwowa), który w istocie powstał według jego projektu. Za tym zleceniem przyszły następne, jak m.in. wykonanie fasady staromiejskiego ratusza, budowa arsenału i stajni książęcej oraz tworzenie planów urbanistycznych.
W roku 1843 rozpoczął pracę przy przebudowie zamku w Schwerinie i było to jego najbardziej znaczące dzieło. Jako nadworny mistrz budowlany kierował przebudową zamku łącznie z budową mostu zamkowego od rozpoczęcia prac rozbiórkowych (w 1843) do początku roku 1851. W tym czasie próbował też złagodzić krzywdy społeczne wielu robotnikom pracującym przy budowie, zakładając kasę chorych i wielokrotnie wstawiając się za sprawiedliwym wynagrodzeniem dla zatrudnionych. Konserwatywne kręgi na dworze wykorzystały jego zaangażowanie w ruch obywatelsko-demokratyczny w latach 1848–1849 oraz walkę o utrzymanie uchwalonej konstytucji i przeforsowały ostatecznie jego zwolnienie ze służby państwowej w 1851 roku. Demmler nie dostał już żadnych zleceń publicznych. W następnych latach zajmował się projektami urbanistycznymi, które jednak nie zostały zrealizowane za jego życia.
W latach 1877–1878 jako deputowany sprzyjający socjaldemokracji reprezentował w Reichstagu saksoński okręg wyborczy. W 1886 roku zmarł w Schwerinie. Zaprojektowane przez niego własne mauzoleum na starym miejskim cmentarzu jest pełne symboliki masońskiej i jedyne w swoim rodzaju.

## Przykłady twórczości architektonicznej

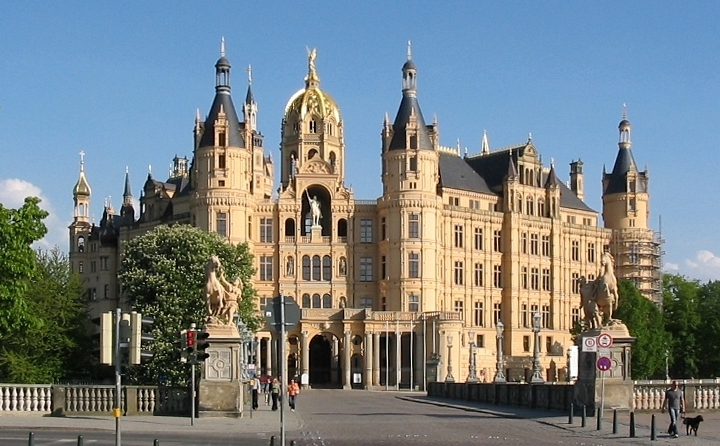
Zamek w Schwerinie
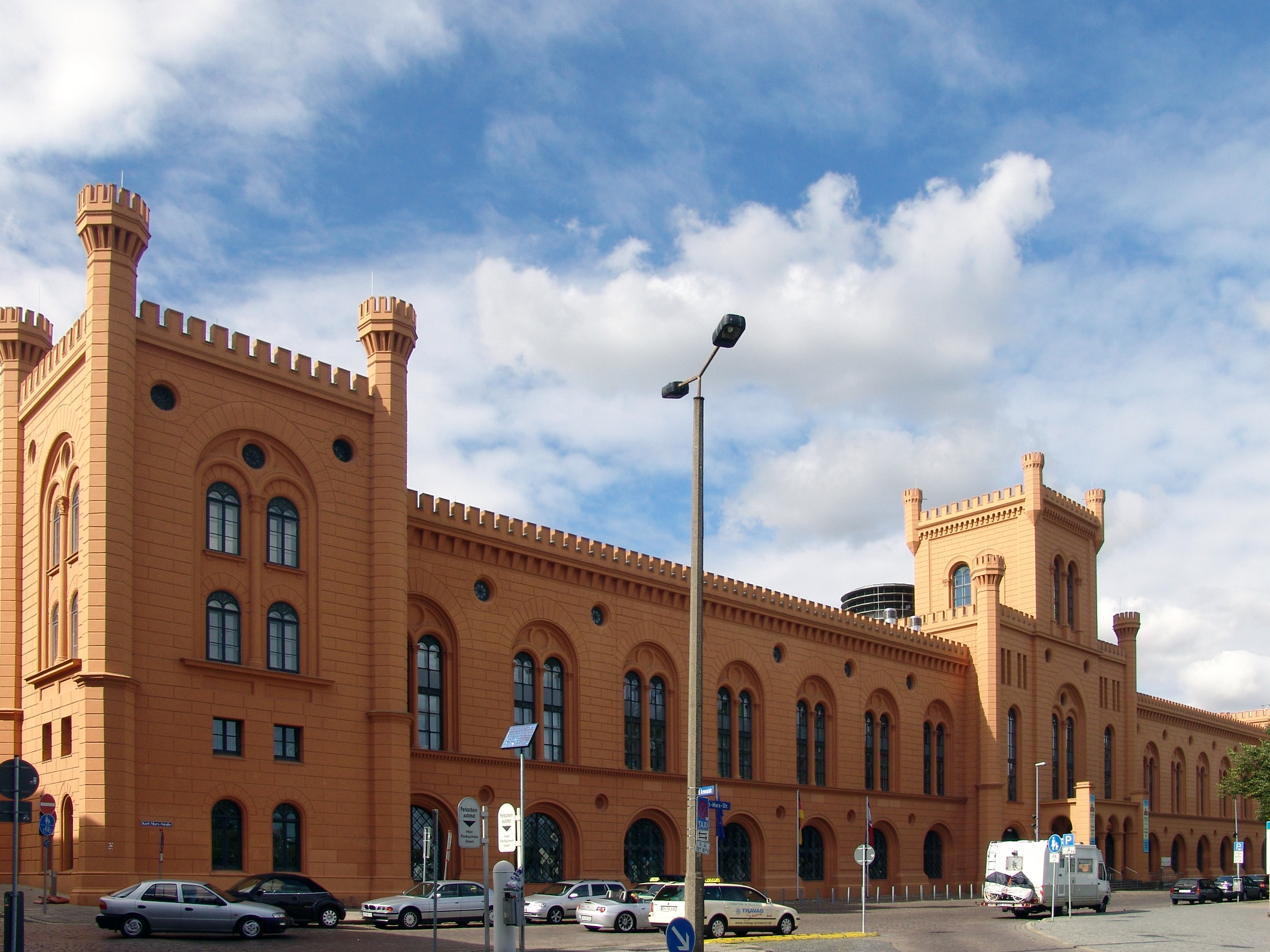
Arsenał w Schwerinie
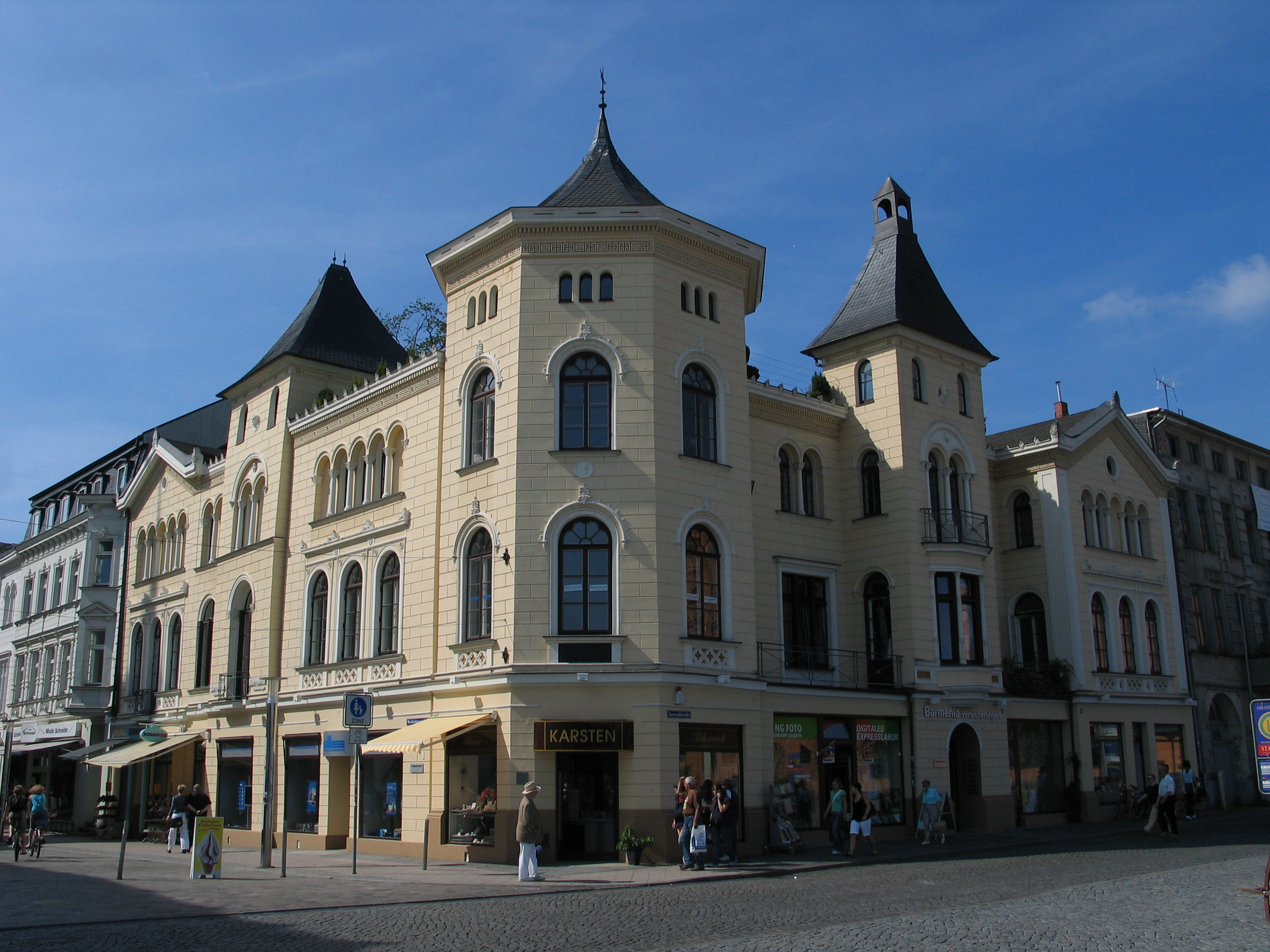
Dom Demmlera w Schwerinie